# كتاب الأغاني
كتاب الأغاني، من أغنى الموسوعات الأدبية التي أُلفت في القرن الرابع الهجري، وهو مؤلَّف ضخم، ألفه أبو الفرج الأصفهاني المتوفى عام 356هـ. ومادته تقوم على جمع المؤلف للأغاني المتميزة (أصوات) في عصره والعصور السابقة عليه مع ذكر لطرائق الغناء فيها. ثم يتبع ذلك بشروح وتعليقات لما تحويه هذه الأصوات من أشعار وإشارات. وقد استغرق تأليف الكتاب زهاء خمسين عامًا.
ينطوي الكتاب على ثلاثة أجزاء رئيسية:
- ثلاث أغانٍ اختارها المغني إبراهيم الموصلي للخليفة الواثق ثم 100 أغنية أخرى من اختيار نفس المطرب.
- أخبار عمن لحنوا أغانٍ من الخلفاء وأقاربهم.
- أغانٍ من اختيار الأصفهاني.

## تعريف بالكتاب

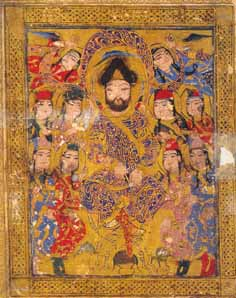

ألف الأصفهاني الكتاب في خمسين عاماً، وبعد أن انتهى منهُ أهداه إلى سيف الدولة الحمداني فأعطاه ألف دينار، ولما سمع الحاكم بن عباد ذلك استقل هذا المبلغ لذلك العمل الضخم والمجهود الرائع وأرسل اليه الحاكم الثاني خليفة الأندلس ملتمساً نسخة من الكتاب مقابل ألف دينار عيناً ذهباً أخرى فأرسل الأصفهاني لهُ نسخة منقحة قبل أن يوزع الكتاب في العراق.
وقد سمي الأصفهاني الكتاب بهذا الاسم لأنه بنى مادته في البداية على مائة أغنية كان الخليفة هارون الرشيد قد طلب من مغنيه الشهير إبراهيم الموصلي أن يختارها لهُ وضم إليها أغانى أخرى غنيت للخليفة الواثق بالله وأصواتاً أخرى اختارها المؤلف بنفسه.
وينطوي كل جزء على الأشعار التي لحنت وأخبار الشعراء الذين نظموها من الجاهلية إلى القرن التاسع الميلادي مما يجعل من الكتاب مرجعاً لمعرفة الآداب العربية والمجتمع الإسلامي في العصر العباسي وتصوراتهم عن المجتمع الجاهلي والصدر الأول والعصر الأموي.
ولقد حوى الكتاب على الكثير من الأخبار المكذوبة ورد عليه الكثير من العلماء والفقهاء ومنهم العلامة الشاعر وليد الأعظمي في كتابهِ السيف اليماني في نحر الأصفهاني، وبين زيف أكاذيبه وبطلان أدعاءه، ويدرس كتاب الأغاني في كثير من الدول العربية كمصدر من مصادر التراث وهو يحوي هذه القصص الكاذبة والخرافية عن الخلفاء العرب والمسلمين.
قال عنه الخطيب البغدادي: (حدثني أبو عبد الله الحسين بن محمد بن طباطبا العلوي، قال: سمعت أبا محمد الحسن بن الحسين النوبختي يقول: كان أبو الفرج الأصفهاني أكذب الناس، كان يشتري شيئاً كثيراً من الصحف: ثم تكون روايتهُ منها).
وقال عنه العلامة ابن الجوزي البغدادي: ( ومثله لا يوثق بروايته، يصح في كتبه بما يوجب عليه الفسق، ويهون شرب الخمر، وربما حكى ذلك عن نفسه، ومن تأمل كتاب الأغاني، رأى كل قبيح ومنكر).

## هدف الكتاب
ويرى النقاد أن هدف الكتاب الإمتاع لا السرد التاريخي، فهو يهمل الأخبار غير الجذابة حتى لو كانت مفيدة، ويختار القصص المشوقة والحكايات المسلية وإن لم تكن ذات قيمة، أو كانت كاذبة، وتناول أغراضاً شتى في علوم اللغة، وأخبار الفتوح، وأحوال الخلفاء والأمراء والوزراء والعلماء والأدباء، وسروات الناس. ووقف في كل ذلك إلى عهد الخليفة العباسي المعتضد بالله، المتوفى سنة 289 هجرية.

## عرض المادة
عرض الأصفهاني مادته في منهج محدد، فهو يورد أخباراً مسندة، ولا يقنع بالإسناد، وإنما ينتقد الرواة ويبين درجة الخطأ، والتناقض في روايتهم وهو يضم الأخبار المتشابهة بعضها إلى بعض، ويمزجها وينسقها بحذف العناصر المتناقضة كما فعل في قصة مجنون ليلى وقد اختار المؤلف أخباره وأشعاره ورواياته مما يجذب القارئ ويشوقه، وكان لا يجد حرجاً في تسمية الأشياء بأشيائها حتى يمنع الملل عن قارئه.
ومن منهجه النقدى أنه يفصل بين سلوك الأديب وإبداعه الفنى فيروى أخباره ويورد له نصوصاً تدل على طبيعته، وإن تكن بعيدة عن الأخلاق.

## مآخذ وانتقادات للكتاب
اهتم الكاتب بسرد الجوانب الإنسانية الضعيفة في حياة الشعراء وركز على جانب الخلاعة في سلوكهم وأهمل الجوانب المعتدلة من تصرفاتهم - متأثراً بأخلاقه الشخصية - مما جعل القارئ يتوهم أن بغداد كانت مدينة الخلاعة والإلحاد، مع أنها كانت في الواقع عامرة بالعلماء والفلاسفة والزهاد والعباد.
كما أن أخباره عن بني أمية لم تكن دقيقة لأنها كتبت في ظل حكم العباسيين وقد أستند فيها إلى روايات ضعيفة وموضوعة لا أصل لها، وفي بعضها أخطاء ويلاحظ أيضاً أنه أغفل تماماً ترجمة أبي نواس إغفالاً تاماً، كذلك أغفل التنويه بابن الرومي ومكانته الشعرية بينما أفاض في أخبار كثيرين من الأدباء والشعراء أقل منهما قدراً.
قال الأستاذ شوقي أبو خليل مقوماً مصادر فيليب حتَّى في كتابه تاريخ العرب المطوّل ما نصه: "واعتمد حتى كتاب الأغاني للأصفهاني، وهو ليس كتاب تاريخ يعتمد أيضاً، إنّه كتاب أدب، وهذا لا يعني مطلقاً أن كل كتاب أدب لا يؤخذ به، بل يعتمد إن كان صاحبه ثقة، معروفاً عنه الأمانة في النقل والرِّواية. إن كتاب الأغاني الذي جعله حتَّى مرجعاً تاريخياً معتمداً، صاحبه متَّهم في أمانته الأدبيَّة والتاريخية، جاء في ميزان الاعتدال في نقد الرّجال: أن الأصفهاني في كتابه الأغاني كان يأتي بالأعاجيب بحدثنا وأخبرنا. ومن يقرأ الأغاني يرى حياة العباسيين لهواً ومجوناً وغناء وشراباً، وهذا يناسب المؤلِّف وخياله وحياته، ومن يرجع إلى كتب التاريخ الصحيحة يجد صورة أخرى فيها علم وجهاد وأدب، فكتاب الأغاني ليس كتاب تاريخ يحتج به".
وكتاب الأغاني أحد المجاميع الأدبية العربية الرئيسة وهي ديوان العرب على حد تعبير المؤرخ العربي ابن خلدون وهو «آية حب أبي الفرج لقومه العرب» على حد تعبير المستشرق الألماني كارل بروكلمان في تاريخه للادب العربي. واصل الكتاب هو في الاصوات المائة المختارة من الاغاني التي وضعت للخليفة العربي هارون الرشيد ثم استطرد أبو الفرج في ذكر شعراء هذه الاشعار المغناة فأورد جملا مفصلة ومختصرة أحيانا من أخبار شعرائها فجاء كتابا غزير المادة فيه أكثر من ستة عشر ألف بيت شعر أكثرها من جيد الشعر العربي ناهيك عن الأخبار والتواريخ التي اشتمل عليها.
ولما أخرجه كما ينص بعض المؤرخين إلى العلن أقبل الناس عليه اقبالا شديداً، حتى قيل إن الوزير الأديب الصاحب بن عباد (المتوفي سنة 386 هـ) لم يكن يفارقه قط. وكان الوزير المذكور يحمل معه حمل ثلاثين جملا كتباً، فلما ألف الأغاني اكتفى به.
غير أن هناك من شكك في انتشار الكتاب إلى هذا الحد، حيث قال المؤرخ وليد الأعظمي عن الكتاب: (وكان كتاب الأغاني متداولاً في نطاق ضيق، ولم ينتشر كغيره من الكتب وذلك لسعتهِ، وعظم حجمهِ، وصعوبة نسخهِ، وإنما كانت منه بضع نسخ لدى الأمراء والوزراء وبعض الأدباء، وقد تولت دار الكتب المصرية طبعه – بعد الطبعة الاستشراقية – وأخرجته في أربعة وعشرين مجلداً كبيراً، وحشدت له جمعا من العلماء والأدباء لتحقيقه فكيف به حين كان مخطوطاً ؟).

## طبعات الكتاب
طبع الكتاب طبعات عديدة منذ تم نشره لأول مرة في أوروبا سنة 1868م، ولكن معظمها جاء ناقصاً، من ضمنها طبعة دار الكتب المصرية التي أشرف على اخراجها الاستاذ إبراهيم الإبياري. ثم نشر فيما بعد الكتاب مجدداً في 24 مجلداً ضخماً، بمعدل جزئين في كل مجلد، بالإضافة إلى فهارس فنية مفصلة في المجلد 25 عن دار احياء التراث العربي البيروتية. ونشر كذلك عن دار الفكر للطباعة والنشر ببيروت، وفيها زيادة عن الطبعة سابقة الذكر.
ومن هذه الطبعات الاتي:
- طبعة بولاق 1868 في 20 مجلداً.
- أصدر مستشرق أمريكي المجلد 21 سنة 1888.
- قام غويدي بوضع فهارس فنية مفصلة له باللغة الفرنسية ونشره بليدن سنة 1905.
- تم نشر هذه الطبعات مجتمعة ومعتمدة على ما سبق عن مطبعة التقدم في القاهرة في نفس سنة 1905.